# Богоматір з немовлям і вісім янголів
«Богоматір з немовлям і вісім янголів» (італ. Madonna con Bambino e angeli; нім. Maria mit dem Kind und singenden Engeln
) — картина, написана близько 1480 року флорентійським художником Сандро Боттічеллі. Це олійна робота на дереві тополі, яка являє собою тондо діаметром 136,5 сантиметрів, яке представляє Богородицю з Немовлям в оточенні восьми янголів, які тримають лілії, чотири праворуч, три ліворуч від неї і співають, дивлячись на книгу. На думку мистецтвознавців, картина могла належати монастирю францисканців у Флоренції
Картина також відома як «Рачинське тондо», робота зберігається в Берлінській картинній галереї.
Картина була придбана спільно федеральним урядом і землями Баден-Вюртемберг, Баварія, Берлін, Бремен, Гамбург, Гессен, Нижня Саксонія, Північний Рейн-Вестфалія та Рейнланд-Пфальц у 1954 році.